# Rhopalosiphum maidis
Rhopalosiphum maidis, conhecido como pulgão-da-folha-do-milho, ou apenas, pulgão-do-milho, é uma espécie de afídeo e uma praga recorrente do milho e de outras culturas. Tem distribuição quase mundial e é normalmente encontrada em campos agrícolas, pastagens e zonas de florestas. Entre os pulgões que se alimentam de milho, R. maidis é a que mais causa prejuízo econômico, especialmente em áreas tropicais e temperadas. Além do milho, R. maidis pode atacar as culturas de arroz, sorgo e outras monocotiledôneas cultivadas ou silvestres.

## Descrição
Os corpos das fêmeas partenogênicas sem asas são esverdeados ou verde-esbranquiçados. A cabeça, as antenas, as pernas, as cornículas, a cauda e as faixas transversais do abdômen são marrom-escuras. O corpo tem pelos curtos e esparsos. O comprimento das antenas é menor que a metade do comprimento do corpo. As cornículas não são maiores que a cauda. Nas fêmeas aladas, a cabeça e a secção torácica são castanho-escuras e as cornículas são mais curtas.
A maioria das populações de R. maidis são anolocíclicas, com a reprodução ocorrendo inteiramente por partenogênese. No entanto, a reprodução sexuada foi relatada em países como no Paquistão e na Coreia, com Prunus ssp.. Em populações do Japão e do Quénia, foram encontrados machos reprodutores.

## Ecologia

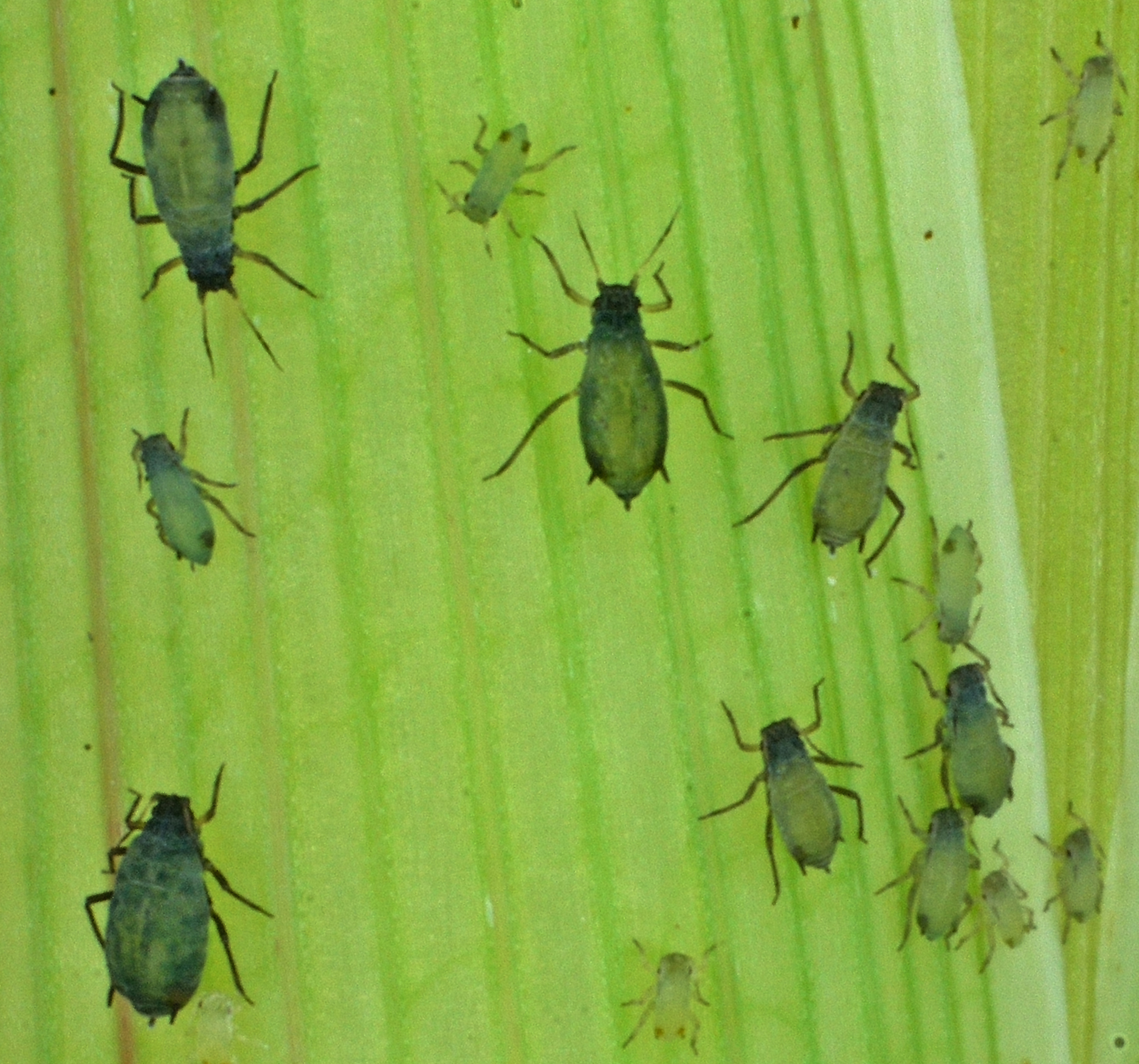
Rhopalosiphum maidis nas folhas de milho

Sob condições de CO 2 melhoradas, a taxa de crescimento e a reprodução de R. maidis na cevada foram significativamente diminuídas. Os voláteis da cevada cultivada sob CO 2 melhorado também foram menos atraentes do que aqueles de plantas cultivadas sob CO 2 atmosférico. A temperatura e a aglomeração têm efeitos diferenciais na formação de asas em R. maidis que se reproduzem partenogeneticamente em cevada.
As linhas consanguíneas de milho variam em sua resistência a R. maidis e outras pragas de insetos. Em relação a outros pulgões que se alimentam de milho (Rhopalosiphum padi, Schizaphis graminum, Sitobion avenae e Metopolophium dirhodum), R. maidis exibe uma maior tolerância aos benzoxazinóides, a classe mais abundante de metabólitos defensivos do milho. No entanto, a variação específica da linhagem na resistência do milho a R. maidis foi associada a diferenças na abundância de 2,4-di-hidroxi-7-metoxi-1,4-benzoxazin-3-ona glicosídeo (DIMBOA -Glc), um benzoxazinóide abundante no milho. Tanto o aumento da síntese de DIMBOA-Glc quanto a redução da conversão em 2-hidroxi-4,7-dimetoxi-1,4-benzoxazin-3-ona glicosídeo (HDMBOA-Glc) podem aumentar a resistência das mudas de milho a R. maidis. Mutações no milho que interrompem a biossíntese de benzoxazinóides aumentam a reprodução de R. maidis. Em alguns casos, a alimentação de lagartas pode aumentar a conversão de DIMBOA-Glc em HDMBOA-Glc, aumentando assim a resistência do milho contra R. maidis. As moléculas de sinalização de defesa ácido 2-oxo-fitodienoico (OPDA) e etileno estão envolvidas na regulação da resistência do milho a R. maidis.

## Sequenciamento do genoma
Há variação dentro da espécie nos números de cromossomos da espécie, com cariótipos de 2n = 8, 9 e 10 foram relatados. Enquanto as estirpes de R. maidis no milho tendem a ter 2n = 8, as da cevada geralmente têm 2n = 10. Para melhor permitir a pesquisa relacionada às interações ecológicas, transmissão de vírus, resistência a pesticidas e outros aspectos da biologia das espécies, um genoma de alta qualidade foi montado a partir de uma linhagem partenogênica de R. maidis coletada do milho. O genoma montado tem 321 Mb de tamanho e apresenta um total de 17.629 genes codificadores de proteínas.